# شهرستان لانگلاد (ویسکانسین)
شهرستان لانگلاد، ویسکانسین (به انگلیسی: Langlade County, Wisconsin) یک سکونتگاه مسکونی در ایالات متحده آمریکا است که در ویسکانسین واقع شده‌است.

## خصوصیات
شهرستان لانگلاد ۲٬۲۹۹٫۹۲ کیلومترمربع مساحت دارد.